# Neuvy-Bouin
Neuvy-Bouin là một xã trong tỉnh Deux-Sèvres trong vùng Nouvelle-Aquitaine ở phía tây nước Pháp. Xã này nằm ở khu vực có độ cao trung bình 179 mét trên mực nước biển.
Thị trấn này có khoảng cách khoảng 8 8 km về phía bắc Secondigny, 19 km về phía tây Parthenay và 20 km về phía nam Bressuire.